# 파울루 푸트르
파울루 조르즈 두스 산투스 푸트르(포르투갈어: Paulo Jorge dos Santos Futre, 1966년 2월 28일 ~ )는 포르투갈 국적의 전 축구 선수이다. 그는 루이스 피구와 함께 역대 포르투갈 최고의 윙어로 손꼽히며 선수 시절에는 아틀레티코 마드리드에서 163경기에 출전하여 38골을 기록하였다.

## 클럽 경력
- 1983-1984 스포르팅 리스본
- 1984-1987 FC 포르투
- 1987-1993 아틀레티코 마드리드
- 1993 벤피카
- 1993 마르세유
- 1993-1995 레기아나
- 1995-1996 AC 밀란
- 1996-1997 웨스트햄 유나이티드
- 1997-1998 아틀레티코 데 마드리드
- 1998 요코하마 프뤼겔스

## 수상

#### 포르투
- 프리메이라리가 : 1984–85, 1985–86
- 수페르타사 : 1984, 1986
- 유로피언컵 : 1986–87

#### 아틀레티코 마드리드
- 국왕컵 : 1990–91, 1991–92

#### 벤피카
- 타사 데 포르투갈 : 1992–93

#### AC 밀란
- 세리에 A : 1995-96

### 개인
- 발롱도르 : 2위 (1987)
- 포르투갈 올해의 선수 : 1986, 1987
- 월드사커 선정 20세기 최고의 선수 100인